# Igor Markevitch
Igor Markevitch (em ucraniano:  Ігор Маркевич; Kiev, 14 jul. / 27 de julho de 1912greg. – Antibes, 7 de março de 1983) foi um compositor e maestro ucraniano.

## Biografia
Markevich nasceu em Kiev, filho do pianista Boris Markevich e Zoya Pokitonov. Mudou-se com sua família para Paris em 1914, e para a Suíça em 1916. No ano de 1926 retornou para Paris, graças a Alfred Cortot, que descobriu suas habilidades musicais, lá ele treinou composição e piano no École Normale, onde estudou sob os ensinamentos de Cortor e Nadia Boulanger. Ele ganhou reconhecimento em 1929 quando foi descoberto por Serge Diaghilev.
Markevich fez sua estréia como maestro aos dezoito anos de idade com a Orquestra Real do Concertgebouw. Como maestro, foi muito respeitado interpretando músicas do repertório francês e russo do século XX. Em 1965 começou a trabalhar com a Orquestra da Rádio e Televisão Espanhola.
Seu irmão foi Dmitri Markevitch, um célebre musicólogo e violoncelista. Sua primeira esposa Kyra Nijinska, filha do dançarino de balé Vaslav Nijinsky; tiveram um filho, Vaslav. Sua segunda esposa foi Donna Topazia Caetani, a única filha de Don Michelangelo Caetani dei Duchi di Sermoneta e de Nobile Cora Maria Antinori. O filho gerado nessa união é Oleg Caetani, atual maestro da Orquestra Sinfônica de Melbourne.

## Composições
- Noces – suite for piano (1925)
- Sinfonietta in F major (1928-9)
- Piano Concerto (1929)* Cantate for soprano, male chorus & orchestra (1929-30) (text by Jean Cocteau)
- Concerto Grosso (1930)* Partita for piano and small orchestra (1930-31)
- Serenade for violin, clarinet and bassoon (1931)* Rébus – ballet (1931)
- Cinéma-Ouverture (1931)
- L’Envol d’Icare – ballet (1932); recomposed as Icare (1943)
- Hymnes for orchestra (1932-33) (revised version 1980 with ad lib contralto and extra movement orchestrated from no. 3 of Trois poèmes of 1935)
- Petite suite d’apres Schumann for small orchestra (1933)
- Psaume for soprano and small orchestra (1933)
- Le paradis perdu, oratorio (1934-35) (texto de Markevitch baseado em John Milton)
- Trois poèmes for high voice and piano (1935) (textos de Cocteau, Platão, Goethe); No.3 orchestrated 1936 as Hymne à la mort, incorporated 1980 into Hymnes for orchestra
- Cantique d’amour for orchestra (1936)
- Le novel âge, sinfonia concertante for orchestra with 2 pianos (1937)
- La Taille de l’homme – 'concert inachevée' for soprano and 12 instruments (1938-39, unfinished, but Part I complete and performable)
- Stefan le poète – 'impressions d’enfance' pour piano (1939-40)
- Lorenzo il magnifico, sinfonia concertante for soprano and orchestra (1940) (texts by Lorenzo de Medici)
- Variations, Fugue et Envoi on a Theme of Handel for piano (1941)
- Le Bleu Danube, valse de concert on themes by Johann Strauss (1944)
- 6 Songs of Mussorgsky arranged for voice and orchestra (1945)
- The Musical Offering by JS Bach arranged for triple orchestra (1949-50)